# Ferruccio Masini
Ferruccio Masini (Firenze, 14 febbraio 1928 – Firenze, 7 luglio 1988) è stato un germanista, critico letterario e traduttore italiano.

## Biografia
Dopo aver insegnato ad Arezzo e Parma è stato professore ordinario di lingua e letteratura tedesca all'Università di Siena e a Firenze.
In precedenza ha vissuto diversi anni in Germania, dove ha studiato con Martin Heidegger ed Eugen Fink e si è occupato anche di regia teatrale.
È noto per i saggi di germanistica e quale traduttore di Gottfried Benn, Jean Paul, Franz Kafka e Friedrich Nietzsche.
Ha pubblicato anche libri di prose e poesie, quali La mano tronca (1975) e Il sale dell'avventura (1979), Aforismi di Marburgo (1983), Per le cinque dita (1986), il dramma Miserere, e la parabola farsesca L'ozio seduce (1973).
È stato presidente del Centro per la ricerca e la sperimentazione teatrale di Pontedera e pittore con lo pseudonimo Salins.
È sepolto nel Cimitero delle Porte Sante di Firenze.

## Opere

### Poesie e prose
- Corali e monodie, Firenze: Il Cenacolo 1953.
- L'ozio seduce, ovvero Ricerca sulle cause della miseria, in "Dismisura, Rivista bimestrale di produzione e critica culturale", a. II, n. 3-4 (9-10), maggio-agosto 1973, pp. 42–57.
- La mano tronca, Bari: Dedalo, 1975.
- Il sale dell'avventura, Firenze: Vallecchi, 1979.
- La decima onda, Torino: L'arzana, 1981.
- Per gli enigmi opposti, Roma: Carte segrete, 1981.
- Aforismi di Marburgo, Milano: Spirali, 1983.
- Allegro feroce, Acireale: Lunarionuovo, 1985.
- La vita estrema. Palinsesto, Milano: Spirali, 1985.
- Per le cinque dita. 1958-1980, Milano: All'insegna del pesce d'oro 1986.
- Pensare il Buddha. Dialoghi alla maniera Zen, Pordenone: Ed. dello Zibaldone 1988;
  - rist. come Pensare il Buddha, Roma: Castelvecchi 2013.
- Sospensione tonale. Poesie 1983-1987, Siena: Ed. di Barbablù, 1989

### Articoli
- "Tra l’Esserci e l’Esistenza. Spiritualità ebraica in Franz Kafka (La parabola dell’assurdo)", in «La Rassegna mensile in Israel», vol. XXIII (1957), nn. 4, pp. 170–177 e n. 5, pp. 218–233;
  - rist. in F. Masini, Franz Kafka. La metamorfosi del significato, a cura di Emilio Carlo Corriero, Torino: Ananke 2010, pp. 33–57.
- "La dialettica esistenziale negli scritti extra-narrativi di F. Kafka", in «Aut aut», n. 45 (1958), pp. 116–137.
  - rist. in F. Masini, Franz Kafka cit., pp. 58–79.
- "'Experimentum medietatis' e 'Experimentum crucis' (sul concetto del “nulla” in Jean Paul e in Nietzsche)", in «Aut aut», n. 58 (1960), pp. 219-235.
- "Per un’interpretazione di Franz Kafka", in "La posta letteraria" del «Corriere dei Ticino», VI, n. 5 - Lodi, 5 marzo 1960; n. 8 - 16 aprile 1960;
  - rist. in F. Masini, Franz Kafka cit., pp. 80–90.
- "La Germania dei miti nelle opere di Jünger. Accordo e disaccordo con Hitler e il nazismo", in «L’Unità», n. 301 (14 novembre 1962), p. 6.
- "L’'umanesimo' di Kafka", in «l'Unità», "Cultura", 1966, p. 8;
  - rist. in F. Masini, Franz Kafka cit., pp. 229–232.
- "Il ‘recupero’ di Kafka", in «l'Unità»,"Cultura", 1966, p. 8;
  - rist. in F. Masini, Franz Kafka cit., pp. 232–233.
- “La morte di dio come experimentum crucis del nichilismo”, in Id., Alchimia degli estremi. Studi su Jean Paul e Nietzsche, Parma: Studium parmense 1967, pp. 81–190;
  - rist. in F. Masini, Lo scriba del caos. Interpretazione di Nietzsche, Bologna: il Mulino 1978, pp. 113–219.
- "Considerazioni di un impolitico di T. Mann", in «Letteratura», voll. XXXI-XV, n.s., nn. 88-90 (luglio-dicembre 1967), pp. 309–310.
- "L'interpretazione dei presocratici come progetto storiografico-filosofico di una künstlerische Cultur nel giovane Nietzsche", in «Studi Germanici», vol. VI, n. 3 (1968), pp. 109-137;
  - rist. come “I presocratici e la παιδέια agonale”, in F. Masini, Lo scriba del caos cit., pp. 59-91.
- “Struttura della Überwindung nell'Also sprach Zarathustra", in Miscellanea di studi in onore di Bonaventura Tecchi, vol. II, a cura dell'Istituto Italiano di Studi Germanici, Roma: Edizioni dell'Ateneo 1969, pp. 2–26;
  - trad. tedesca “Rythmisch-metaphorische Bedeutungsfelder in Also sprach Zarathustra. Die metasemantische Sprache des Also sprach Zarathustra”, in «Nietzsche-Studien», vol. II, n. 1, (1973), pp. 276–307;
  - rist. it. come “I ‘campi di significato’ nel Così parlò Zarathustra”, in «Nuova Corrente», nn. 68-69 (1975-1976);
    - rist. in F. Masini, Lo scriba del caos cit., pp. 251–92.
- "Indicazioni di lettura per le Considerazioni di un impolitico", in F. Masini, Itinerario sperimentale nella letteratura tedesca, Parma: Studium Parmense 1970, pp. 261–264.
  - rist. in Id., Gli schiavi di Efesto, L'avventura degli scrittori tedeschi del Novecento, Roma: Editori Riuniti 1981, pp. 148–150.
- "Thomas Mann e l’ambiguità borghese", in «Rinascita», vol. XXIX, n. 6 (11 febbraio 1972), p. 30.
- "La verità di Kafka", in «l’Unità», martedì 4 giugno 1974;
  - rist. in F. Masini, Franz Kafka cit., pp. 234–236.
- "Kafka o del 'pozzo di Babele'", in «Il piccolo Hans», n. 3, luglio-settembre 1974, pp. 128–155;
  - rist. in F. Masini, Lo sguardo della Medusa, Prospettive critiche sul Novecento tedesco, Bologna: Cappelli 1977, pp. 89–109;
  - rist. in F. Masini, Il travaglio del disumano. Per una fenomenologia del nichilismo, Napoli: Bibliopolis 1982, pp. 255–280.
  - rist. in F. Masini, Franz Kafka cit., pp. 140–160.
- "Nietzsche e la "fisiologia del tragico", in «Annali Istituto Universitario Orientale. Sezione Germanica. Studi Tedeschi», vol. XVII, 2 (1974), pp. 31–48;
  - rist. come "Fisiologia del 'tragico'", in F. Masini, Lo scriba del caos cit., pp. 93–110.
- "Thomas Mann o dell’ambiguità dello spirito. Cento anni dalla nascita del grande scrittore tedesco", in «Rinascita», vol. XXXII, n. 29 (18 luglio 1975), p. 32.
- "Nichilismo e disumanizzazione dell’arte nel Doctor Faustus", in «Studi germanici», nn. 36-37, n.s., vol. XIII, nn. 2-3 (giugno-ottobre 1975), pp. 247-262.
  - rist. in F. Masini, Lo sguardo della Medusa cit., pp. 129-142.
  - rist. in Il travaglio del disumano cit., pp. 237-254.
- "Doktor Faustus in nihilistichen Spiegelbild Nietzsches oder Enthumanisierung der Kunst", in Paul G. Klussmann und Jörg-Ulrich Fechner (hrsg.), Thomas-Mann-Symposion Bochum 1975: Vorträge und Diskussionsberichte, Kastellaum: Henn 1978, pp. 45-56.
- "Tradizione e nichilismo, ovvero la dissonanza diventa uomo", in F. Nietzsche, Il libro del filosofo, Roma: Savelli 1978, pp. 121–137.
- "Metacritica dell’'aura'", in Orizzonte e progetti dell'estetica. Atti del colloquio "Situazioni e intenzioni della ricerca estetica oggi in Italia". Reggio Emilia, 16-17 novembre 1979, a cura dell'Istituto Antonio Banfi, Parma: Pratiche 1980, pp. 202–14;
  - rist. in F. Masini, Gli schiavi di Efesto cit., pp. 313–323.
- "'Rivoluzione conservatrice' e ideologia della tecnica nella Repubblica di Weimar", in Weimar. Lotte sociali e sistema democratico nella Germania degli anni ’20, a cura di Lucio Villari, Bologna: il Mulino 1980, pp. 137-151.
- “Espressionismo tra mistica e profanazione”, in Paolo Bertetto et al., L’Espressionismo, Roma: Newton Compton 1981, pp. 38-50.
- "Ideologia borghese e critica della cultura nella Repubblica di Weimar", in Id., Gli schiavi di Efesto cit., pp. 130-147.
- "La tetralogia di Thomas Mann nella ricerca del 'romanzo moderno'", in «L’Unità», 3 dicembre 1981
  - rist. in «Rassegna del libro tedesco in Italia», n. 2 (1981), p. 48.
- "Umanesimo e mito", in Id., Il travaglio del disumano cit., pp. 157-159.
- "Cognizione del dolore come gnosi in Franz Kafka", in «Il Centauro», vol. VII (1983), pp. 101-12.
- "Il divino come 'seconda innocenza' di Friedrich Nietzsche", in «Paradigmi», vol. I, n. 1 (1983), pp. 57-74;
  - trad. tedesca "Die ,zweite Unschuld'", in «Nietzsche-Studien», vol. XVII, 1 (1988), pp. 91–107.
  - rist. it. in F. Masini, Le stanze del labirinto. Saggi teroci e altri scritti, a cura di Ubado Fadini, Firenze: Ponte alle Grazie 1990, pp. 112-126.
- "Franz Kafka: una distruzione che edifica", in «Aut aut», nn. 202-203 (1984), pp. 29-37.
  - rist. in F. Masini, La via eccentrica. Figure e miti dell'anima tedesca da Kleist a Kafka, Casale Monferrato: Marietti 1986.
  - rist. in F. Masini, Franz Kafka cit., pp. 161-170.
- "Crisi del soggetto", in «Studi tedeschi», n. 3 (1984);
  - rist. in F. Masini, Le stanze del labirinto cit., pp. 160-162.
- "Esiste una domanda di poesia?", in «Stazione di posta», nn. 7-8 (1985);
  - rist. in F. Masini, Le stanze del labirinto cit., pp. 45-47.
- "Mundus alter et idem. L'utopia 'estetica' nei Frammenti di Novalis", in «Fondamenti», n. 3 (1985), pp. 65-88;
  - rist. in F. Masini, Le stanze del labirinto cit., pp. 93-111;
- "Per una strategia dell''inessenziale'", in «Paradigmi», n. 7 (1985), pp 77-90;
  - rist. in F. Masini, Le stanze del labirinto cit., pp. 194-203.
- "Pensiero debole e nichilismo critico", in «La Politica», n. 2 (1985);
  - rist. in F. Masini, Le stanze del labirinto cit., pp. 174-182;
- "Nietzsche, D'Annunzio e lo 'scriba egizio'" , in «La Politica», nn. 3-4 (1985);
  - rist. in F. Masini, Le stanze del labirinto cit., pp. 127-138.
- "Ernest Jünger: dall''Arbeiter' all''anarca'",  in «il Mulino», n. 301 (1985);
  - rist. in F. Masini, Le stanze del labirinto cit., pp. 148-159;
- "Le declinazioni di Vattimo", in «Alfabeta», n. 72 (maggio 1985), pp. 26-27.
- "Futurismo e rivoluzione conservatrice in Germania" (1986), in Futurismo, cultura e politica, a cura di Renzo De Felice, Torino: Fondazione Giovanni Agnelli 1988, pp. 303-17.
- "La cognizione del dolore", in F. Masini, La via eccentrica cit., pp. 111-123;
  - rist. in Id., Franz Kafka cit., pp. 171-182.
- "Il mistero di Apollo. Thomas Mann ovvero l'umanesimo della decadenza", in «Aion. Annali Istituto Universitario Orientale Napoli. Studi Tedeschi», vol. XXVII, nn. 1-2 (1984), pp. 77-89.
  - rist. in F. Masini, La via eccentrica cit., pp. 171-181.
  - rist. in F. Masini, Le stanze del labirinto cit., pp. 139-147;
- "Erramenti", in «Metaphorein», n.s., n. 1 (1986-1987);
  - rist. in F. Masini, Le stanze del labirinto cit., pp. 62-66;
- "Utopia e storia", in Il destino dell'uomo nella società post-industriale, a cura di Aldo G. Gargani, Bari-Roma: Laterza 1987.
  - rist. in F. Masini, Le stanze del labirinto cit., pp. 183-193;
- "Il 'luogo' europeo di Franz Kafka", in «Europa 984», ottobre 1988, a. 5, n. 10;
  - rist. in Id., Franz Kafka cit., pp. 236-239.
- "Dolore e salvezza nelle stagioni dell'impegno" in «Religioni e società», n. 5 (1988), pp. 85-100;
  - rist. in Le stanze del labirinto cit., pp. 17-28.
  - rist. in Andrea Spini (a cura di), Conversazioni a Firenze, Firenze: Pagliai 2008, pp. 97–121.
- Conversazione di Carlo Rafele per la Radio della Svizzera Italiana, registrata nel mese di marzo dell'anno 1988, ripresa con il titolo "Estetica dell'ombra, della decadenza, della dannazione, del riscatto" e pubblicata sul Blog di Carlo Rafele nel mese di maggio 2023.
- "Dialogo sul problema", in «Metaphorein», n.s., n. 2 (1988)
  - rist. in F. Masini, Le stanze del labirinto cit., pp. 67–71.
- "Dialogo sull'astinenza tra lo psicoanalista e il poeta", in «Legenda», n. 1 (1988)
  - rist. in F. Masini, Le stanze del labirinto cit., pp. 72–75.
- "Dialogo del paziente col suo sosia", in «Molloy», n. 0 (1988);
  - rist. in F. Masini, Le stanze del labirinto cit., pp. 76–78;
- "Oltrepassamento del soggetto e fine dell'umanesimo", in «Iride», n. 1 (1988);
  - rist. in F. Masini, Le stanze del labirinto cit., pp. 163–173.

### Saggi
- Filosofia dell'avventura, Firenze: Philosophia, 1962;
  - Filosofia dell'avventura, a cura di Marco Vozza, Torino: Ananke 2006.
- Federico Garcia Lorca e la Barraca, Bologna: Cappelli 1966.
- Alchimia degli estremi. Studi su Jean Paul e Nietzsche, Parma: Studium Parmense 1967.
- Gottfried Benn e il mito del nichilismo, Padova: Marsilio 1967.
- Itinerario sperimentale nella letteratura tedesca, Parma: Studium parmense, 1970
- Dialettica dell'avanguardia. Ideologia e utopia nella letteratura tedesca del '900, Bari: De Donato, 1973.
- Nichilismo e religione in Jean Paul, Bari: De Donato, 1974.
- Brecht e Benjamin. Scienza della letteratura e ermeneutica materialista, Bari: De Donato, 1977
- Lo sguardo della Medusa. Prospettive critiche sul Novecento tedesco, Bologna: Cappelli 1977.
- Astrazione e violenza. Gottfried Benn e l'espressionismo, Palermo: Vittorietti 1978.
- Lo scriba del caos. Interpretazione di Nietzsche, Bologna: il Mulino 1978:
  - Premessa (p. 5);
  - Nota bibliografica (pp. 6–9);
  - Introduzione: Interpretare Nietzsche (pp. 11–56);
  - Parte prima: Il segno di Dioniso (pp. 57–110):
    - I presocratici e la παιδέια agonale (pp. 59–91);
    - Fisiologia del tragico (pp. 93–110);

  - Parte seconda: La morte di dio come ‘experimentum crucis’ del nichilismo (pp. 113–219);
  - Parte terza: Metafore della danza (pp. 221–292):
    - L'uomo che diviene (pp. 223–250);
    - I ‘campi di significato’ nel Così parlò Zarathustra (pp. 251–292);

  - Parte quarta: Seduzione del problematico e nichilismo (pp. 293–321):
    - Saggiare tentare provocare. Nietzsche e Th. Mann (pp. 295–307);
    - L’uomo senza contenuto. Nietzsche e l’Espressionismo (pp. 309–331).
- Gli schiavi di Efesto. L'avventura degli scrittori tedeschi del Novecento, Roma: Editori Riuniti, 1981;
  - Pordenone: Studio tesi 1990.
- Il suono di una sola mano. Lemmi critici e metacritici, Napoli: Guida 1982.
- Il travaglio del disumano. Per una fenomenologia del nichilismo, Napoli: Bibliopolis 1982.
- La via eccentrica. Figure e miti dell'anima tedesca da Kleist a Kafka, Casale Monferrato: Marietti 1986.
- Le stanze del labirinto. Saggi teorici e altri scritti, a cura di Ubaldo Fadini, prefazione di Sergio Givone, Firenze: Ponte alle Grazie 1990:
  - Parte prima (pp. 15–41):
    - Dolore e salvezza nelle stagioni dell'impegno (pp. 17–28);
    - L'infinito molteplice delle sensazioni (pp. 29–39);
    - Su alcuni motivi di Elias Canetti (pp. 40–41);

  - Parte seconda (pp. 43–90):
    - Esiste una domanda di poesia? (pp. 45–47);
    - Verità dell'apparenza (pp. 48–52);
    - La storia della letteratura e l'interrogarsi ermeneutico (pp. 53–61);
    - Erramenti (pp. 62–66);
    - Dialogo sul problema (pp. 67–71);
    - Dialogo sull'astinenza tra lo psicoanalista e il poeta (pp. 72–75);
    - Dialogo del paziente col suo sosia (pp. 76–78);
    - Dialogo tra Urano e Giove (pp. 79–82);
    - Dialogo tra l'uomo e il mare (pp. 83–84);
    - Dialogo sull'ospedalizzazione intellettuale (pp. 85–86);
    - Sulla perdita folle (p. 87);
    - Ultimi fuochi (p. 88);
    - L'ultima luce (pp. 89–90);

  - Parte terza(pp. 91–203):
    - Mundus alter et idem. L'utopia "esteica" nei Frammenti di Novalis (pp. 93–111);
    - Il divino come "seconda innocenza" di Friedrich Nietzsche (pp. 112–126);
    - Nietzsche, D'Annunzio e lo "scriba egizio" (pp. 127–138);
    - Il mistero di Apollo. Thomas Mann ovvero l'umanesimo della decadenza (pp. 139–147);
    - Ernest Jünger: dall'"Arbeiter" all'"anarca" (pp. 148–159);
    - Crisi del soggetto (pp. 160–162);
    - Oltrepassamento del soggetto e fine dell'umanesimo (pp. 163–173);
    - Pensiero debole e nichilismo critico (pp. 174–182);
    - Utopia e storia (pp. 183–193);
    - Per una strategia dell'"inessenziale" (pp. 194–203).
- L'ultima lettera di Don Juan, Napoli: Edizioni scientifiche italiane 2005.
- Franz Kafka. La metamorfosi del significato, a cura di Emilio Carlo Corriero, Torino: Ananke 2010:
  - "Tra l’Esserci e l’Esistenza" (pp. 31–90):
    - "Spiritualità ebraica in Franz Kafka (La parabola dell’assurdo)" (pp. 33–57);
    - "La dialettica esistenziale negli scritti extra-narrativi di F. Kafka" (pp. 58–79);
    - "Per un’interpretazione di Franz Kafka" (pp. 80–90);

  - "L’incantesimo e la logica" (pp. 91–98):
    - "Cosa sono i simboli per Franz Kafka?" (pp. 99–114);
    - "Introduzione a II Processo" (pp. 115–119);
    - "Nel labirinto della colpa" (pp. 120–130);

  - "In via allusiva" (pp. 131–192):
    - "Kafka o del 'pozzo di Babele'" (pp. 140–160);
    - "Franz Kafka: una distruzione che edifica" (pp. 161–170);
    - "La cognizione del dolore" (pp. 171–182);
    - "Metamorfosi del significato" (pp. 183–192);

  - "Le Lettere" (pp. 193–227):
    - "Il vessillo di Robinson" (pp. 193–220)
    - "Introduzione a Lettere a Milena" (pp. 221–227);

  - "Appendice" (pp. 229–239):
    - "L’'umanesimo' di Kafka" (pp. 229–232);
    - "Il ‘recupero’ di Kafka" (pp. 232–233);
    - "La verità di Kafka" (pp. 234–236);
    - "Il 'luogo' europeo di Franz Kafka" (pp. 236–239).

### Curatele
- (con Claudia Monti), Musil nella cultura italiana, num.  mon.  di «Metaphorein», VII (1979).
- (con Giulio Schiavoni), Risalire il Nilo. Mito, fiaba, allegoria, Palermo: Sellerio 1983.
- (con Luigi Pestalozza), Wagner. La lingua,  la musica, Milano: Unicopli 1984.
- Ideologia della guerra. Temi e problemi, Napoli: Bibliopolis 1987.

### Traduzioni
- Gottfried Benn
  - Aprèslude (1963)
  - Morgue, Torino: Einaudi 1966, 19712.
- Jürgen Habermas
  - Storia e critica dell'opinione pubblica (1971)
- Heinrich Heine
  - Impressioni di viaggio (1964)
- E.T.A. Hoffmann
  - Racconti (1960)
- Karl Jaspers
  - Leonardo filosofo (1980)
    - rist. Milano: SE 1988.
- Franz Kafka
  - Lettere a Milena (1988)
- Friedrich Nietzsche
  - Frammenti postumi 1879-1881 (1964), in Aurora
  - Al di là del bene e del male (1968)
  - Genealogia della morale (1968)
  - Il caso Wagner (1970)
  - Il crepuscolo degli idoli (1970)
  - L’Anticristo. Maledizione del Cristianesimo (1970)
  - La filosofia nell'età tragica dei greci (1970)
  - Idilli di Messina (1977)
  - Aurora (1978)
  - Ecce Homo (1978)
  - Sull'utilità e il danno della storia per la vita (1978)
  - La gaia scienza (1979)
  - Umano, troppo umano (1979)
  - La nascita della tragedia (1980)
- Paracelso
  - Paragrano. Ovvero le quattro colonne dell'arte medica, introduzione, traduzione e note di Ferruccio Masini, Torino: Bollati Boringhieri 1961.
    - rist. Bari-Roma: Laterza 1973.
    - rist. Milano: SE 2002.
- Blaise Pascal
  - Le provinciali (1964)
  - Pensieri (1986)
  - Lettere provinciali (1989)
  - Miseria dell'uomo senza Dio. Della necessità della scommessa, Pordenone: Studio Tesi 1994.

### Altre introduzioni o postfazioni
- "L’incantesimo e la logica", in Frank Kafka, Milano: Garzanti 1974.
  - rist. in F. Masini, Franz Kafka cit., pp. 91–98.
- "Profilo di un’interpretazione: il linguaggio allusivo" in F. Kafka, Milano: Garzanti 1974.
  - rist. in F. Masini, Franz Kafka cit., pp. 131–139.
- "Introduzione a Lettere a Milena", in F. Kafka, Lettere a Milena, Mondadori: Milano 1980;
  - rist. in "Le Lettere", in F. Kafka, Lettere, a cura di F. Masini, Mondadori: Milano 1988;
  - rist. in F. Masini, Franz Kafka cit., pp. 221–227.
- "Introduzione a II Processo", in Franz Kafka, Il processo, trad. it. di Clara Morena, Milano: Garzanti 1984.
  - rist. in F. Masini, Franz Kafka cit., pp. 115–119.
- "Nel labirinto della colpa", in F. Kafka, Il processo, trad. it. di Elena Franchetti, Milano: Rizzoli 1986.
  - rist. in F. Masini, Franz Kafka cit., pp. 120–130.
- "Il vessillo di Robinson", in F. Kafka, Lettere, a cura di F. Masini, Milano: Mondadori 1988, pp. IX-XLII
  - rist. in F. Masini, Franz Kafka cit., pp. 193–227.
- "Metamorfosi del significato", in F. Kafka, Aforismi e frammenti, a cura di G. Schiavoni, Milano: Rizzoli 2004;
  - rist. in F. Masini, Franz Kafka cit., pp. 183–192.
- Hermann Hesse, L'ultima estate di Klingsor, Milano: Guanda, 1977
- Hermann Hesse, Altri romanzi e poesie, Milano: I Meridiani Mondadori, 1981
- Hermann Hesse, Racconti, Milano: Medusa Mondadori, 1982
- Hermann Hesse, Poesie, Milano: Oscar Mondadori, 1985
- E.T.A. Hoffmann, L'uomo della sabbia e altri racconti, traduzione di Ervino Pocar, Milano: Rizzoli, 1983
- Ernst Jünger, Diario 1941-1945, Milano: Longanesi, 1983
- Franz Kafka, Il castello, Milano: Garzanti, 1991
- Franz Kafka, America, Milano: Garzanti, 1994
- Franz Kafka, La metamorfosi e altri racconti, Milano: Garzanti, 1988.
- Friedrich Nietzsche, Così parlò Zarathustra, Roma: Newton Compton, 1980
- Friedrich Nietzsche, Crepuscolo degli idoli, Roma: Newton Compton, 1980
- Friedrich Nietzsche, Il meglio di Nietzsche, Milano: Oscar Mondadori, 1988
- Novalis, Inni alla notte e Canti spirituali, trad. di Giovanna Bemporad, Milano: Garzanti, 1986